# Легенда о пермском медведе
«Легенда о Пермском медведе» (также неоф. «шагающий медведь» или «пермский медведь») — скульптура в городе Пермь, изображающая шагающего медведя. Скульптура основана на образе медведя, изображённого на гербе Пермского края и на гербе города Пермь, и традиционно являющегося символом региона. Скульптура стала одним из популярных символов города и ее изображение часто используется в оформлении города и в оформлении материалов, связанных с городом. 

## Символ медведя в истории Пермского края

Медведь на гербе города Пермь

Культ медведя играл большую роль в культуре края. Почитание медведя в обско-угорской культуре широко известно и хорошо изучено.  Медведь выступал в качестве одного из самых мощных животных и являлся связующим звеном между тремя мирами древней мифологии (верхний мир неба, средний мир, и нижний мир земли).  По одной из легенд, медведь раньше жил на небе был сыном верховного бога Ена, но затем спустился на землю, связав таким образом эти три мира. В мифологии коренных народов края просматривается несколько образов медведя: медведь — потомок небесного божества, медведь — божество нижнего мира, медведь — представитель мира мертвых, и даже медведь — человек или сверхчеловек. 
Древние люди региона использовали изображения медведя. Известны бронзовые кругляшки VII — VIII веков с изображением медведей и другие археологические находки с изображением медведей.  
Для коренных народов Пермского края медведь являлся покровителем; клыки этого животного охотники носили как амулеты, а прибитые к избе лапы оберегали жилище. Символ медведя как элемент популярного в городе звериного стиля часто используется в оформлении Перми. Медведь считается одним из самых популярных символов города.  

## История скульптуры
Первый вариант скульптуры был установлен в 2006 году на улице Ленина. Скульптура была открыта 9 сентября 2006 года. Авторов скульптуры вдохновило представление иностранцев о том что «по улицам уральских городов обязательно должны ходить медведи». Скульптура находилась перед зданием Органного концертного зала Пермской областной филармонии и рядом со зданием Законодательного собрания Пермского края. Монумент был изготовлен из искусственного камня. Эта скульптура просуществовала до 2008 года. 
В 2009 году был установлен новый вариант скульптуры, изготовленный из бронзы. Автор памятника — скульптор-монументалист из Нижнего Тагила Владимир Павленко и Ольга Красношеина. Скульптура была отлита под руководством Алексея Тютнева. На церемонии открытия присутствовали представители фонда скульпторов «Единение», дирекции программы «Пермь — культурная столица Поволжья», уполномоченный по правам человека в Пермском крае и почётные граждане города Перми. 

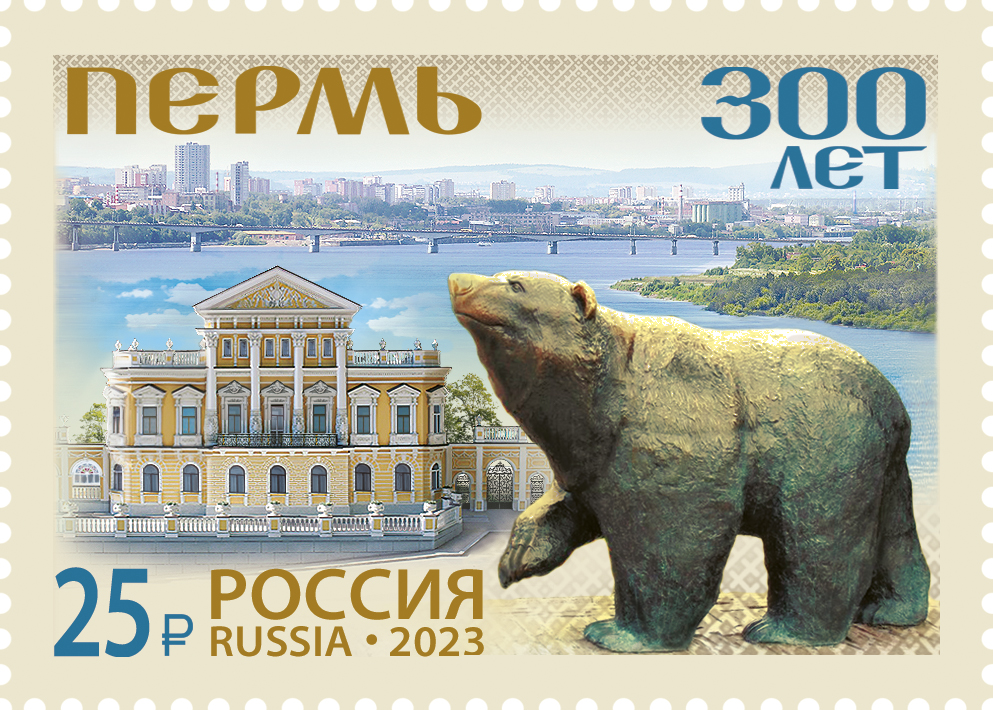
Марка к 300-летию Перми с изображением скульптуры

## Роль скульптуры в жизни города
Скульптура «Легенда о Пермском медведе» стала популярным брендом города и ее изображение появилось на марке в честь 300-летия Перми, используется на городском транспорте, на едином проездном документе, в оформлении материалов о городе. В результате голосования жителей ее изображение было избрано от региона в качестве символа для новых купюр страны. Скульптура является конечный пунктом «Зеленой Линии», главного пешеходного экскурсионного маршрута города. К скульптуре приезжают свадьбы.
Жители Перми считают, что если потереть нос скульптуре и загадать желание, то оно обязательно сбудется. Многие часто садятся на скульптуру чтобы сделать фотографию. 